# 住吉神社能楽殿
住吉神社能楽殿（すみよしじんじゃのうがくでん）は、福岡市博多区の住吉神社境内にある能楽堂。福岡市指定有形文化財。

## 沿革
大正時代、警固神社（福岡市中央区）の能楽堂が老朽化し演能困難になったため、1935年頃、能楽関係者から、筑前一の宮である住吉神社境内に新たに能楽殿を建設する計画が興り、1938年秋に落成、その後住吉神社に寄贈された。所有者は、宗教法人住吉神社である。

## 特徴

### 建築様式
入母屋造、波子鉄板葺、妻入りで、北側1間半、南側1間半には桟瓦葺の下屋が付く。東側の北・南端は切妻造の屋根を付けて、北端は妻入り出入口となる。住吉神社能楽殿は、伝統的な様式と洋風の建築技術を一体にした劇場建築、近代和風建築として、全国的にも極めて貴重な建物とされる。
能楽殿はその後、1986年に大濠公園能楽堂が完成するまで、西日本随一といわれ、九州はもとより国内を代表する演能の舞台であった。 太平洋戦争前と同じ場所に建ち、大幅な改築を行っていない能楽堂は住吉神社能楽殿 のほかには、山本舞台（現杉並能楽堂）等、全国でも現存例が少なく、貴重な 建造物であり、国内に現存する桟敷式木造能楽殿としても、住吉神社能楽殿と杉並能楽堂（東京都杉並区指定有形文化財）の2件のみである。 

### 舞台まわりの特徴
能舞台が能楽殿の室内に内包される入れ子式で、檜皮葺き屋根の能舞台、板床の客席、楽屋で構成されている。舞台周りの意匠は洗練された装飾でまとめられ、建築材料には檜をふんだんに用い、経年による独特の 風合いが発揮されている。また、舞台向かって右手に 桟敷の貴賓席を設けるなど、純和風の格式と風格のある造りの能舞台となっている。能楽殿は板床、座式の客席で、現代の能楽堂とは異なる舞台と客席 との緊密な一体感が特徴となっている。

### 全体が木質構造、舞台床下に大甕
また、能楽殿全体が木質構造であることや、舞台床下地面を掘って大甕を据える伝統技法の使用等により、音響効果にも優れ、劇場建築としても現代の演者から高く評価されている。

## 修理、改修
雨漏り等により能舞台の使用が制限されてきたために2021年から修理・改修が行われ、2023年に竣工した。この工事では、文化財である建造物の価値を保持しつつ、現代的な改修が行われた。また、この際に発見された当時の部材や痕跡から、外壁を縦板張りに、内部の虹梁（こうりょう、虹のように上方にやや反りを持たせた梁）を当時の形式に変更する等、往時の姿 への復元が目指された。
落成を祝って、こけらおとしイベントが開催された。

## 福岡市内の他の能舞台
- 大濠公園能楽堂
- 森本能舞台
- 白金能楽堂